# 1680 Per Brahe
Az 1680 Per Brahe (ideiglenes jelöléssel 1942 CH) a Naprendszer kisbolygóövében található aszteroida. Liisi Oterma fedezte fel 1942. február 12-én, Turkuban.